# Шарковщина (Хорольский район)
Шарковщина (укр. Шарківщина) — село,
Штомпелевский сельский совет,
Хорольский район,
Полтавская область,
Украина.
Код КОАТУУ — 5324887721. Население по переписи 2001 года составляло 52 человека.

## Географическое положение
Село Шарковщина находится на одном их истоков реки Рудка,
выше по течению на расстоянии в 1,5 км расположено село Коломийцево Озеро,
ниже по течению на расстоянии в 0,5 км расположено село Наталовка.
На реке несколько запруд.

## История
Было приписана к Покровской церкви в Покровской Богачке
Село указано на трехверстовке Полтавской области. Военно-топографическая карта.1869 года как хутор Бочки